# Rakytovská dolina

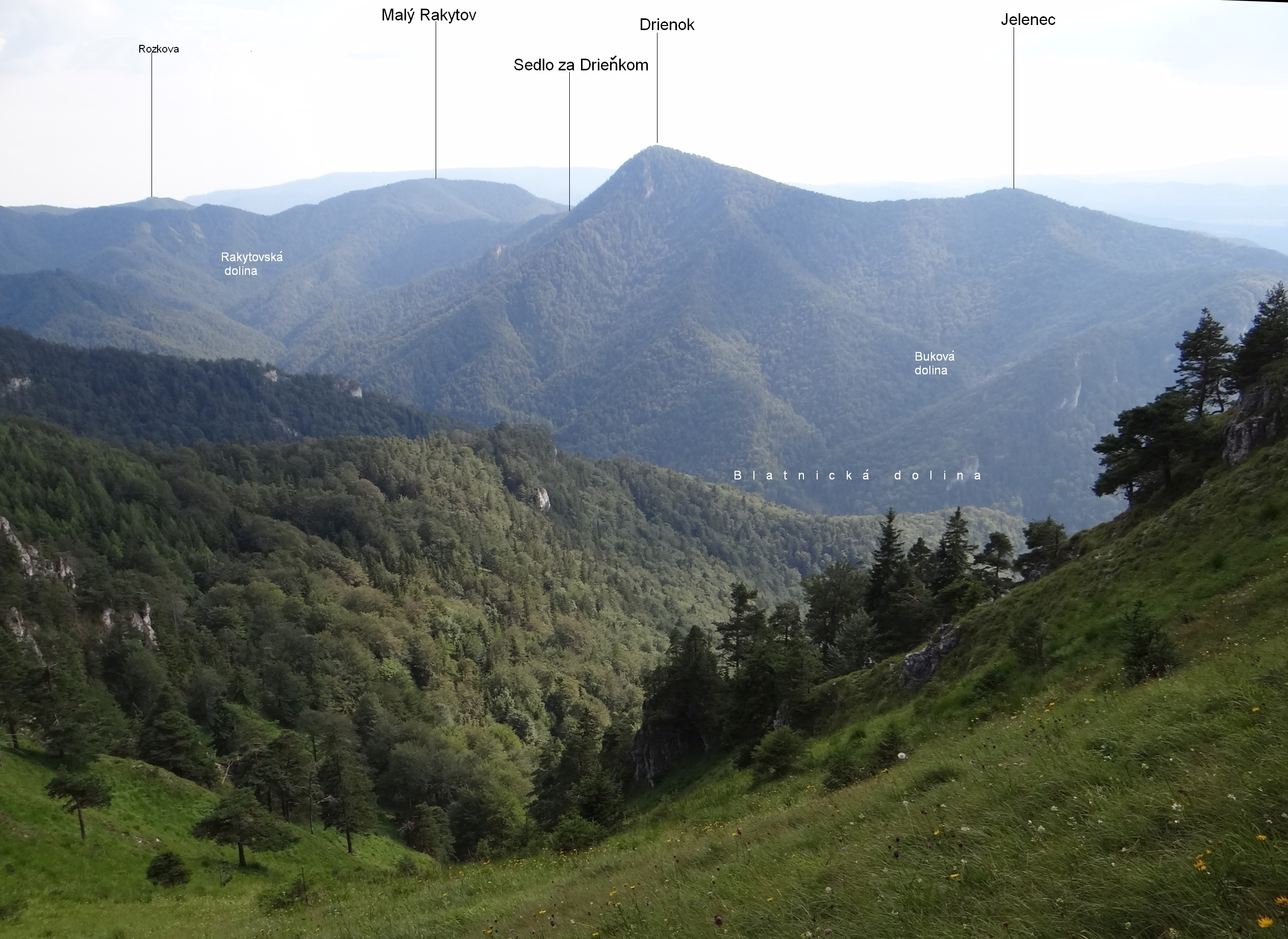
Widok z Ostrej

Rakytovská dolina – dolina będąca górną częścią Doliny Blatnickiej (Blatnická dolina) w Wielkiej Fatrze na Słowacji. Jej ograniczenie tworzą: północny grzbiet Drienoka, Sedlo za Drieňkom, Malý Rakytov, Rakytovské sedlo, Veľký Rakytov, Haľamova kopa i jej zachodni grzbiet. Dolina opada w kierunku północno-północno-zachodnim. Jej dnem spływa Blatnický potok. 
Rakytovská dolina wyżłobiona jest w skałach wapiennych. Jest całkowicie porośnięta lasem i znajduje się w obrębie Parku Narodowego Małej Fatry, ponadto cała dolina podlega dodatkowej ochronie, gdyż znajduje się na obszarze rezerwatu przyrody Veľká Skalná i rezerwatu przyrody Tlstá

## Turystyka
Doliną poprowadzono zielony szlak turystyczny łączący Dolinę Blatnicką z głównym szlakiem graniowym Wielkiej Fatry – Cestą hrdinov SNP.
  Juriašova dolina, ustie –  Rakytovská dolina – Rakytovské doliny, spoj. – Sedlo pod Smrekovom – Kráľova studňa, prm. (skrzyżowanie z  Cestą hrdinov SNP). Odległość 6,7 km, suma podejść 765 m, suma zejść 170 m, czas przejścia 2:45 h, z powrotem 2:10 h.